# Gergei
Gergei – miejscowość i gmina we Włoszech, w regionie Sardynia, w prowincji Sud Sardynia. Graniczy z Barumini, Gesturi, Mandas i Serri.
Według danych na rok 2004 gminę zamieszkiwało 1448 osób, 40,2 os./km².